# Dreilappiger Sumach

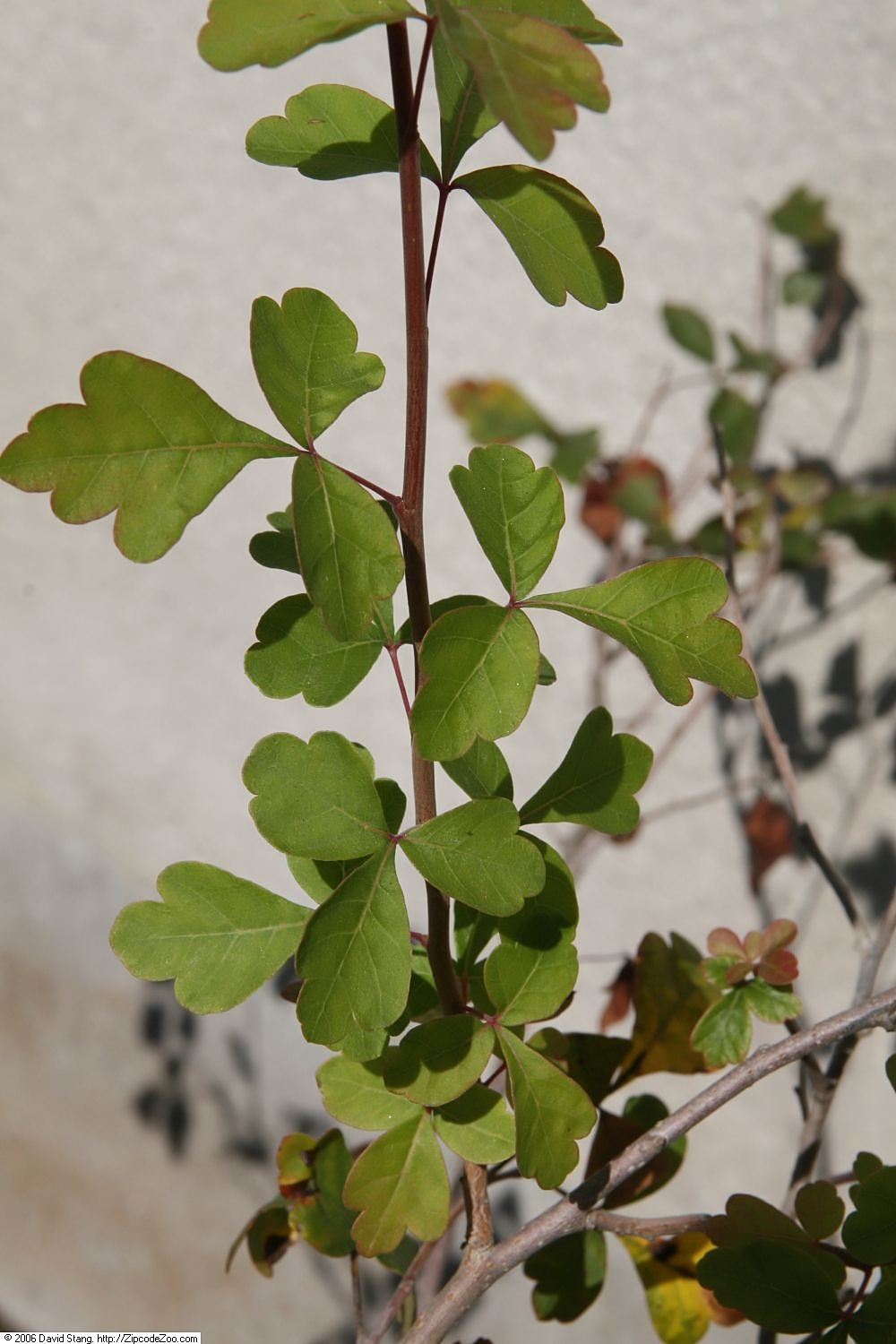
Blätter

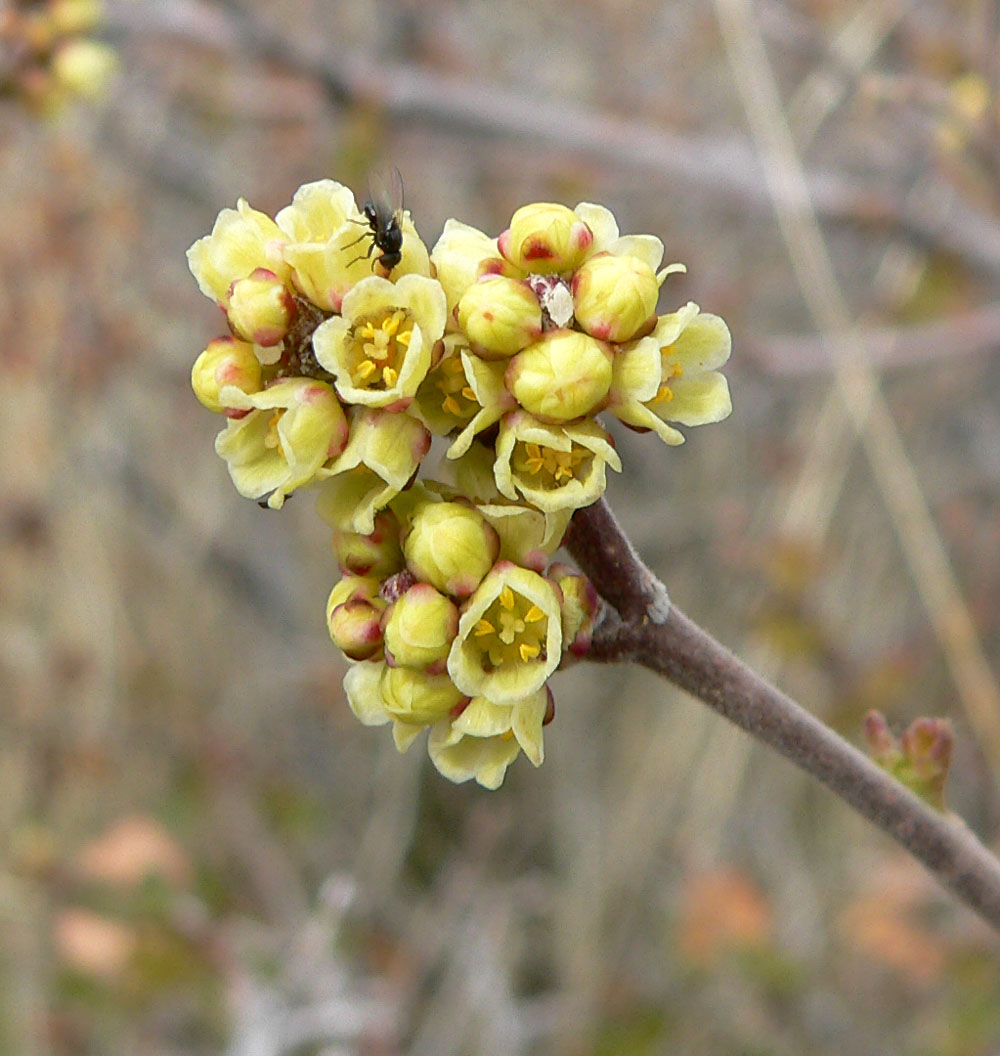
Blütenstand

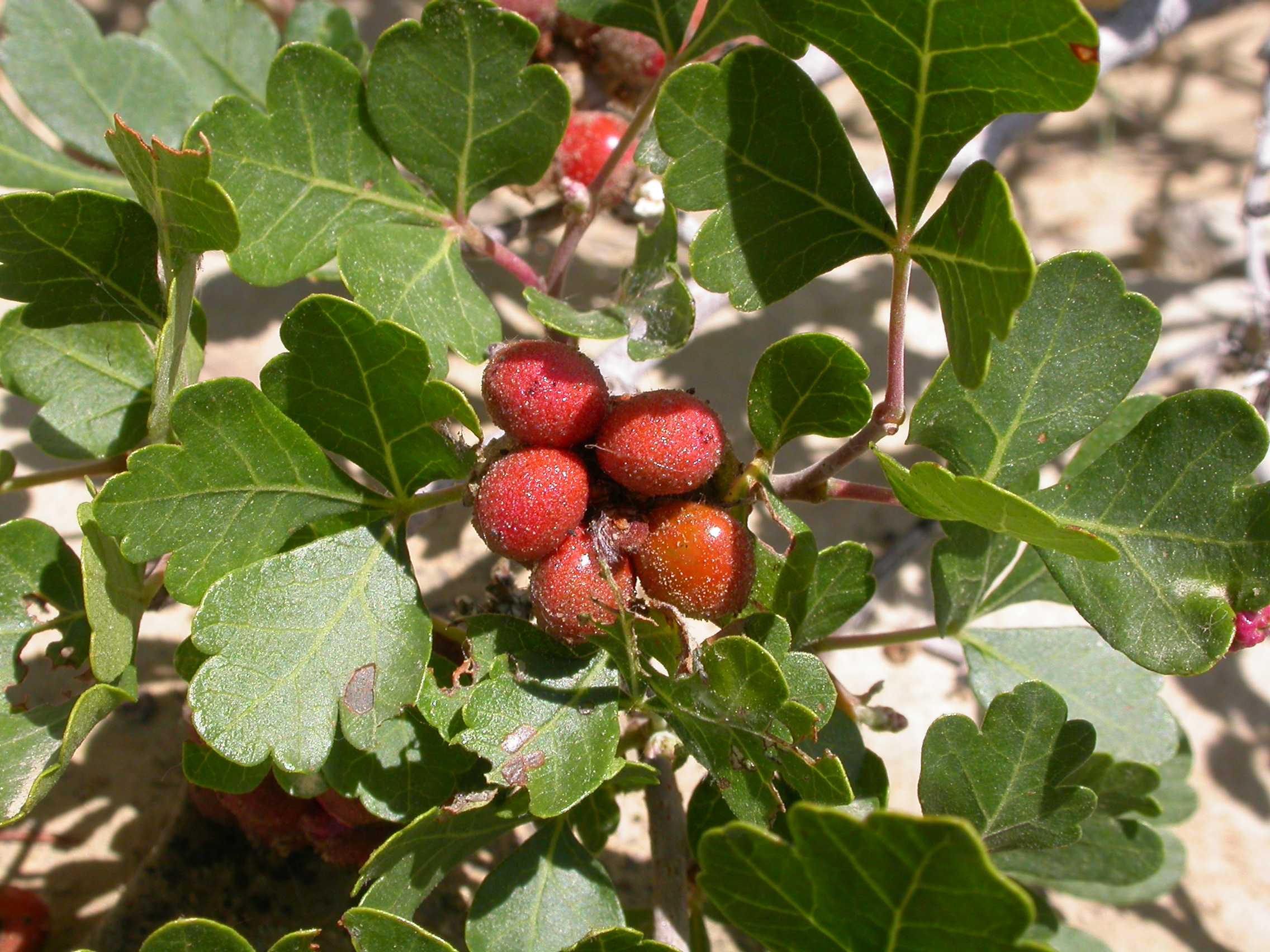
Früchte und Blätter

Der Dreilappige Sumach (Rhus trilobata Nutt., englisch skunkbush sumac, sourberry, skunkbush, three-leaf sumac) ist eine Pflanzenart aus der Familie der Sumachgewächse (Anacardiaceae). Der Strauch ist im Westen Nordamerikas beheimatet.

## Beschreibung
Rhus trilobata wächst als laubabwerfender Strauch bis zu 2,5 Meter hoch. Frisch austreibende Zweige sind flaumig und verkahlen mit dem Alter. 
Rhus trilobata ähnelt stark den anderen Arten der Gattung Rhus, deren Blätter dreigeteilt sind. (Das Epitheton trilobata steht für „dreilappig“.) Zu diesen Arten gehören der im Osten Nordamerikas heimische Rhus aromatica, der Eichenblättriger Giftsumach und der im Westen Nordamerikas hemische Rhus diversiloba. Die Form der drei Blättchen und der Lebensraum führen wie bei anderen Rhus-Arten zu einer Ähnlichkeit mit kleinblättrigen Eichen.
Die wechselständigen und gestielten Laubblätter sind dreizählig, Die kleinen, sitzenden, stumpfen bis rundspitzigen, fein behaarten bis kahlen Blättchen sind verkehrt-eiförmig und meist gelappt bis grob gezähnt.
Die Blätter verströmen beim Zerreiben einen sehr starken Geruch. Das Aroma ist bitter bzw. das von Medikamenten und widerlich genug, um der Pflanze den Trivialnamen „skunkbush“ zu geben. Die Blätter werden im Herbst orange oder braun. 
Rhus trilobata ist zweihäusig diözisch. Es werden dichte Blütenstände gebildet. Die eingeschlechtlichen und sitzenden bis kurz gestielten, fünfzähligen Blüten, die an Kurztrieben gebildet werden, sind gelblich mit doppelter Blütenhülle. Sie erscheinen vor den Blättern.
Die essbaren Früchte – behaarte, leicht klebrige, rote, 6–8 Millimeter große und rundliche Steinfrüchte – haben ein zitroniges Aroma und sind sehr sauer im Geschmack. Die Säure stammt aus Tannin- und Gallussäuren. Die Blüten werden von Tieren bestäubt, die Früchte von den Tieren, die sie fressen, verbreitet. Die Pflanze vermehrt sich vegetativ durch bis zu mehrere Meter lange Sprosse und bildet auf diese Weise Dickichte.

## Verbreitung
Rhus trilobata ist in der Westhälfte von Kanada und dem Westen der Vereinigten Staaten zu Hause. Die Art kommt von den Great Plains bis nach Kalifornien und südwärts über Arizona bis ins nördliche Mexiko hinein vor. Sie wurde in Wüsten ebenso wie auf Gipfeln von bis zu 7.000 ft (ca. 2.100 m) Höhe nachgewiesen.

## Ökologie
Rhus trilobata wächst in vielen Pflanzengesellschaften wie z. B. den Grasländern östlich der Rocky Mountains, Gebüschlandschaften der Gebirge, Kiefer-, Wacholder- und Tannenwäldern, Feuchtgebieten, den Eichenwäldern Kaliforniens und dem Chaparral. Von Waldbränden werden die Pflanzen oberirdisch zerstört, selten jedoch sterben sie dabei ab und treiben in verbrannten Gebieten schnell wieder aus.

## Taxonomie
Der Dreilappige Sumach wurde 1838 von Thomas Nuttall in Torrey & Gray: Flora of North America Band 1, Teil 2, Seite 219 als Rhus trilobata erstbeschrieben.

## Nutzung
Historisch wurde Rhus trilobata für medizinische und andere Zwecke genutzt. Die Rinde wurde gekaut oder zu einem Getränk verarbeitet, um Erkältungen zu behandeln, die Beeren bei Verdauungsbeschwerden und Zahnschmerzen gegessen und die Blätter und Wurzeln wurden gegen manches Übel gekocht gegessen. Darüber hinaus wurden die Blätter auch geraucht. Die flexiblen Zweige waren begehrt für das Korbflechten und Teppichweben.
Die trotz ihres sauren Geschmacks essbaren Früchte können in Brot eingebacken oder unter Porridge oder Suppen gerührt werden. Getrocknet können sie zu Tee oder Fruchtsaft nach Art einer Limonade verarbeitet werden. Die Früchte können direkt gegessen werden, obwohl eine Prise Salz den Geschmack verbessert. Laut Marvin Johnson Jr., einem Mono-Indianer aus der Cold Springs Rancheria (einem durch Bundesgesetz anerkannten Stamm aus Tollhouse, Kalifornien), sind die Früchte ein ganzes Jahr lang haltbar, wenn genug Trocknungsflächen zur Verfügung stehen; vor dem Verzehr sollte jedoch etwas Flüssigkeit hinzugefügt werden.
Gelegentlich wird Rhus trilobata im Landschaftsbau und für den Erosions-Schutz verwendet. Die Pflanze wird auch zur Rekultivierung von Bergbau-Flächen eingesetzt.
Die Zuñi, die Navajo, die Mono und andere Stämme im Verbreitungsgebiet nutzen die von der Rinde befreiten Zweige zum Korbflechten.:81